# Большая Ерыкса
Большая Ерыкса (удм. Юрыксы) — деревня в Граховском районе Удмуртии, на реке Ерыкса. Входит в состав Новогорского сельского поселения.

## История
По итогам десятой ревизии в 1859 году в 65 дворах деревни проживало 455 жителей и работала водяная мельница. С 1913 по 1934 годы в селе действовала Николаевская церковь, которая была закрыта 10 июня 1934 года.
До 1921 года село входило в состав Новогорской волости Елабужского уезда (с 1921 года — Можгинского). С 1924 года в составе Новогорского сельсовета Граховской волости, но уже в следующем 1925 году Новогорский сельсовет разукрупнён и образован Большеерыксинский сельсовет, административный которого размещён в деревне. Большеерыксинский сельсовет работал до 1932 года и был упразднён, деревня отошла к вновь образованному Мари-Возжайскому сельсовету. В 1959 году Мари-Возжайский сельсовет был ликвидирован и присоединён к Новогорскому сельсовету.
В 2004 году Новогорский сельсовет преобразован в Новогорское сельское поселение.

## Объекты социальной сферы
- Большеерыксинская начальная школа
- Большеерыксинский фельдшерско-акушерский пункт
- Большеерыксинский детский сад
- Большеерыксинский сельский клуб

## Улицы
- улица Гагарина
- Полевой переулок
- Школьная улица